# フェニックス〜HIROMI IN BUDOKAN〜
『フェニックス〜HIROMI IN BUDOKAN〜』（フェニックス・ヒロミ・イン・ブドウカン）は、日本のアイドル歌手・郷ひろみが1978年4月1日にCBS・ソニーから発売した5枚目のライブアルバムである。

## 内容
前作『ピラミッドひろみっど』から約4ヶ月ぶり、ライブアルバムとしては『ヒーロー』から約11ヶ月ぶりの作品。
今作は前年12月25日に日本武道館で開催された『HIROMI GO FINAL CONCERT IN BUDOKAN Fire & Higher』からのライブ音源を収録した作品で、前作と異なり、披露曲の半数が自身のオリジナル曲で構成されている。
バックバンドは三原綱木率いるスーパー・ジェッツと、服部克久率いるストリングス、音楽監督は服部と三原が務めている。

## 収録曲
1. 真夜中のヒーロー
2. 愛という薬がほしい
ウイングスの「恋することのもどかしさ」のカバー。
3. MIND反比例
4. 悲しき願い
サンタ・エスメラルダの同名曲のカバー。
5. 禁猟区
6. 洪水の前
7. 悲しきメモリー
8. 男の子女の子
9. 小さな体験
10. 裸のビーナス
11. 花とみつばち
12. 愛がこわい
葵てるよしの同名曲のカバー。